# Yaacov Hecht

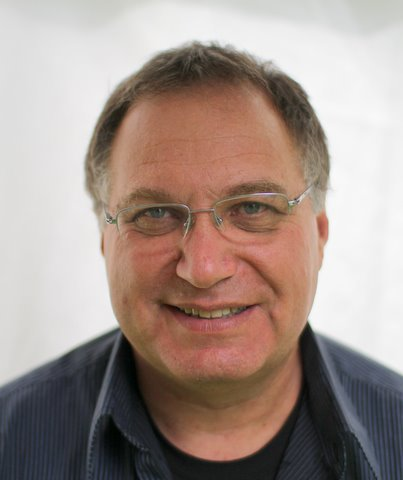
Yaacov Hecht

Yaacov Hecht (יעקב הכט) (* 11. Januar 1958 in Hadera) ist ein israelischer Pädagoge und weltweiter Pionier der demokratischen Erziehung.
1987 gründete er in Hadera die Democratic School of Hadera, weltweit die erste Schule, die sich Demokratische Schule nannte. Er unterstützte die Gründung von 30 weiteren demokratischen Schulen in Israel. 1993 fand in Hadera die erste International Democratic Education Conference (IDEC) statt, um den Gedanken zu festigen. Es gibt mittlerweile über hundert demokratische Schulen weltweit. Durch die Demokratisierung alternativpädagogischer Schulen wie der Kapriole Freiburg oder der Freien Schule Leipzig entstanden sie auch in Deutschland. In Österreich gibt es die SchülerInnenschule in Wien.
1996 gründete er das Institute for Democratic Education in Israel (IDE), das demokratische Lehrerbildung organisiert, auch in Zusammenarbeit mit der Tel Aviv University.

## Erziehungsideen

### Demokratische Erziehung
Demokratische Erziehung – bereitet auf das Leben in der Demokratie vor. Wie soll ein Schüler auf das Leben in der Demokratie vorbereitet werden? Der Schüler muss sich auf das Entdecken und Bestimmen seiner individuellen und sozialen Ziele konzentrieren, sodass er sein Leben darauf orientieren kann. Die Schule hat ihn dabei zu unterstützen.

### Demokratische Schule
Die pädagogischen Vorbilder demokratischer Schulen sind Janusz Korczak, Summerhill und die Sudbury-Schulen. Eine demokratische Schule ist ein Mikrokosmos des demokratischen Staates und tritt für Menschen- und Kinderrechte ein. Ihre Prinzipien sind:
- Demokratische Gemeinschaft – die Schule wird von demokratischen Gremien geleitet, getragen von der ganzen Schulgemeinschaft.
- Wahl – Jeder Schüler wählt was, wie, wann und wo er lernt.
- Dialogbasierte Selbsteinschätzung – ohne Tests und Stufen.
- Altersmischung – Leben und Lernen in der Schule geschieht altersgemischt.
- Egalitärer und dialogbasierter Diskurs – zwischen Personal und Schülern.
- Lerncurricula orientieren sich an Menschenrechten.

## Schriften
- Democratic Education – A Beginning of a Story. 2011, ISBN 978-0-9745252-9-7.